# 372626 IGEM
372626 IGEM este o planetă minoră (asteroid) din centura de asteroizi. A fost descoperită pe 12 noiembrie 2009 la Spețialnaia astrofiziceskaia observatoria RAN⁠(d) de Timoer Valerievitsj Krjatsjko⁠(d) și a fost numită după Institut gheologii rudnîh mestorojdenii, petrografii, mineralogii i gheohimii RAN⁠(d). 
Obiectul prezintă o orbită caracterizată de o semiaxă mare de 2,6935519565549 UAi, o excentricitate de 0,2, o înclinație de 2,4 ° în raport cu ecliptica.